# Ху Яобан
Ху Яобан (кит. 胡耀邦, пиньинь Hú Yàobāng, 20 ноября 1915, Люян, провинция Хунань, Гоминьдановский Китай — 15 апреля 1989, Пекин, Китай) — китайский государственный и политический деятель, генеральный секретарь ЦК КПК (1980—1987) и последний председатель ЦК КПК (1981—1982). Участвовал в партизанском движении. По окончании Гражданской войны возглавлял китайское комсомольское движение. 
Пользовался большой популярностью и авторитетом, ему приписывают основные заслуги в модернизации Китая во время правления Дэн Сяопина.
Длительное время рассматривался как возможный наследник Дэн Сяопина, однако после того, как Ху поддержал требования студенческих демонстраций 1986 года, он был вскоре смещён и помещён под домашний арест. Смерть Ху Яобана спровоцировала новые демонстрации протеста, повлёкшие за собой события на площади Тяньаньмэнь в 1989 году.

## Биография

### Ранние годы
Ху Яобан родился 20 ноября 1915 года в уезде Люян провинции Хунань. В 1929 году вступил в Социалистический союз молодежи Китая, а в сентябре 1933 года — в Коммунистическую партию Китая. Работал в советских районах Китая на стыке провинций Цзянси и Хунань. Занимал посты руководителя отдела пропаганды одного из советских районов, а также секретарем Центрального комитета Социалистического союза молодежи Китая.
В 1934 году участвовал в «Великом походе», в ходе котоого был тяжело ранен. В Шэньси Ху работал руководителем отдела пропаганды и организационного отдела Социалистического союза молодежи Китая.

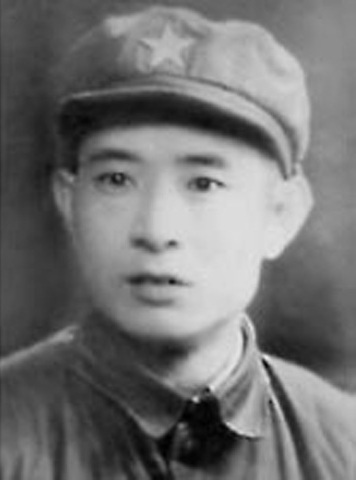
Ху Яобан в 1940-е годы

Во время японской агрессии против Китая работал заместителем политкомиссара Яньаньского военно-политического училища, руководителем орготдела Главного политического управления армии. После окончания войны с Японией становится членом политсовета Шаньси-Чахар-Хэбэйского советского района, участвует в обороне Чжанцзякоу, в военной операции по захвату Шицзячжуана. Затем переводится в 18-ю дивизию НОАК, где работает начальником политотдела и руководит операциями по установлению контроля над Тайюанем и Баоцзи. В 1949 году от вновь образованного Новодемократического союза молодежи Китая становится членом Народного политического консультативного совета Китая.

### Период правления Мао Цзэдуна
После образования КНР назначается на пост секретаря парткома северного района провинции Сычуань, работает руководителем гражданской администрации северного района провинции Сычуань. В 1952 году назначается секретарём Секретариата Центрального комитета Новодемократического союза молодёжи Китая.
В 1956 году на VIII съезде КПК избирается членом Центрального комитета КПК. В 1957 году Новодемократический союз молодёжи Китая переименовывается в Коммунистический союз молодёжи Китая и Ху Яобан становится его первым секретарем. В 1965 году назначается вторым секретарём ЦК КПК северо-западного района Китая и первым секретарём парткома провинции Шэньси.
Во время Культурной революции был снят со всех постов. В 1969—1972 находился в школе кадров (фактически в лагере для опальных членов партии) в Хэнани.
В 1975 году возвращается к работе в центральных органах КПК, руководит партийной организацией Академии наук Китая. В 1975—1976 годах подвергался критике и нападкам со стороны «Банды четырёх» во главе с женой Мао Цзэдуна Цзян Цин за препятствование кампании по уничтожению научных трудов и работ.

### Сподвижник Дэн Сяопина
После разгрома «Банды четырёх» Ху в марте 1977 года назначается заместителем директора Центральной партийной школы при ЦК КПК. В августе 1977 года на XI съезде КПК избирается членом ЦК КПК.
В декабре 1977 был назначен руководителем организационного отдела ЦК КПК, осуществлял реабилитацию жертв «культурной революции», а затем и кампании против правых элементов 1957 года, к началу 1980-х годов при его активном участии было реабилитировано около 3 млн человек.
В декабре 1978 года на III пленуме ЦК КПК XI созыва избирается членом Политбюро ЦК КПК, третьим секретарём Центральной комиссии КПК по проверке дисциплины, затем назначается заведующим отдела пропаганды ЦК КПК и секретарём Секретариата ЦК КПК.
В феврале 1980 года на V пленуме ЦК КПК XI созыва Ху избирается членом Постоянного комитета Политбюро ЦК КПК и становится генеральным секретарём ЦК КПК. В июне 1981 года на VI пленуме ЦК КПК XI созыва избирается председателем ЦК КПК.
В сентябре 1982 года I пленум ЦК КПК XII созыва принимает решение об упразднении поста председателя ЦК КПК и Ху Яобан вновь утверждается в должности генерального секретаря ЦК КПК.

### Деятельность на посту генерального секретаря
Ху инициировал и организовал дискуссии по вопросам стандартов идеологии, с тем чтобы восстановить марксистскую идеологическую линию в КПК. Также, Ху возглавил кампанию по реабилитации незаконно репрессированных во времена Культурной революции членов партии, разработал и внедрил программу развития сельского хозяйства страны, охватившей 800 млн крестьян. Ху рассматривается всеми как единомышленник и преемник Дэн Сяопина. Главной задачей Ху Яобана стало противодействие консерваторам, а также выдвижение на руководящие посты молодых коммунистов. В это время Ху Яобан начинает присматриваться к молодому Ху Цзиньтао, которому он оказывает покровительство. С Ху Яобаном народ всё больше связывал надежды о большей либерализации и модернизации. Больше внимания стало уделяться вопросам ослабления партийной диктатуры и усилению работы с молодежью. Такое положение вещей не устраивало более консервативную партийную верхушку.

### Студенческие выступления 1986 года
В конце 1986 года страну охватывают выступления студентов и интеллигенции. Студенты выступают против произвола и коррупции в рядах высшего руководства страны, требуют демократизации всех сфер жизни путём проведения демократических реформ. Первыми выступили студенты Китайского политехнического университета, расположенного в г. Хэфэй провинции Аньхой. Волнения быстро перекинулись на Пекин, Шанхай, Ухань и другие крупные города Китая, студенты которых поддержали требования своих сверстников из провинции Аньхой. После усмирения студенческих волнений Дэн Сяопин начинает кампанию против «буржуазной либерализации». В результате кампании своих постов лишились генеральный секретарь ЦК КПК Ху Яобан и первый проректор Китайского политехнического университета Фан Личжи.

### Последние годы жизни
В январе 1987 года расширенное заседание Политбюро ЦК КПК принимает самокритику Ху Яобана и удовлетворяет его просьбу об отставке с поста генерального секретаря ЦК КПК. Тем не менее, в ноябре 1987 года Ху избирается членом Политбюро ЦК КПК XIII созыва.
8 апреля 1989 года во время заседания IV пленума ЦК КПК XIII созыва Ху Яобан неожиданно почувствовал недомогание. Вскоре после окончания заседания наступил сердечный приступ, и Ху был госпитализирован. До 15 апреля его состояние оставалось стабильным, пока утром в 7:53 он не скончался в результате острого инфаркта миокарда.
На следующий день после смерти Ху в студенческих районах Пекина возникли стихийные траурные митинги, которые переросли в массовые студенческие протесты на площади Тяньаньмэнь.
Ху Яобан был похоронен в районе Гунцинчэн г. Цзюцзян провинции Цзянси.

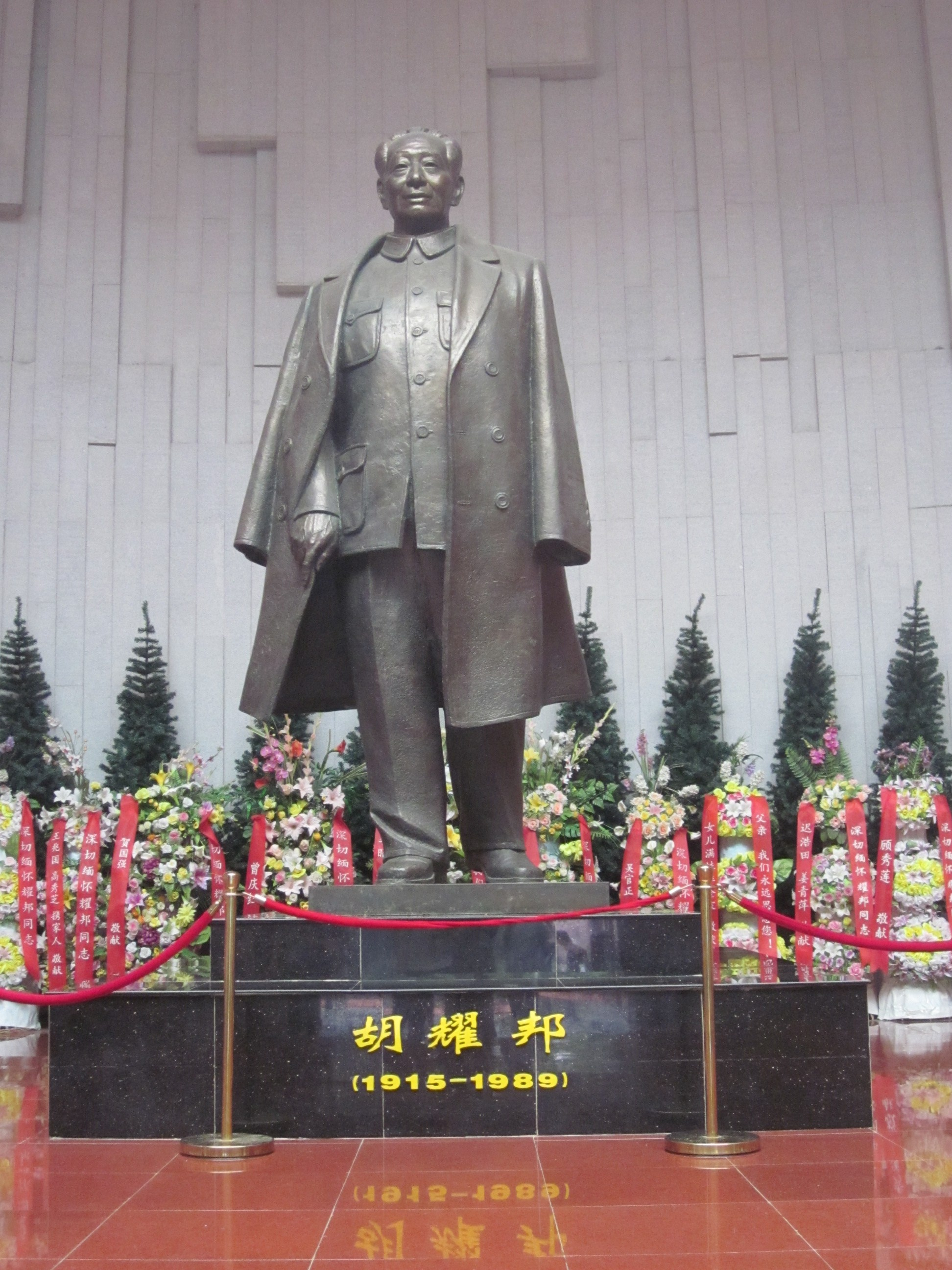
Памятник Ху Яобану, Чанша.

## Оценка деятельности
Сразу же после смерти Ху ЦК КПК провозгласил его «испытанным и верным борцом за коммунизм, великим пролетарским революционером и политиком, выдающимся деятелем НОАК и блестящим руководителем партии».
На траурной церемонии, проходившей в Доме народных собраний присутствовали все официальные лица государства, включая Дэн Сяопина. Но после известных событий на площади Тяньаньмэнь власти начали воздерживаться от прямых комментариев о Ху Яобане. Только в 2005 году китайские власти открыто заговорили о его деятельности. 18 ноября 2005 года в Пекине состоялось заседание, посвящённое 90-летию со дня рождения Ху Яобана. На заседании выступили премьер Госсовета КНР Вэнь Цзябао, заместитель Председателя КНР Цзэн Цинхун и председатель Центральной комиссии КПК по проверке дисциплины У Гуаньчжэн.

## Семья
В 1940 году Ху женился на Ли Чжао. У четы родилось четверо детей:
- Старший сын — Ху Дэпин (родился в 1942 году), член Всекитайского комитета Народного политического консультативного совета Китая, в разное время занимал посты заместителя начальника отдела единого фронта ЦК КПК, заместителя председателя Всекитайской торгово-промышленной федерации, члена Постоянного комитета ВСНП Х созыва.
- Средний сын — Лю Ху (по фамилии приемных родителей) (родился в 1945 году), занимал различные посты в структурах Госсовета КНР, курирующих внешнюю торговлю и экономику.
- Младший сын — Ху Дэхуа (родился в 1949 году), занимается научной деятельностью.
- Дочь — Ли Хэн (взяла фамилию матери), врач.